# THE GRASSHOPPERS
《THE GRASSHOPPERS》是韓國組合Sunny Hill的第3張韓語單曲，2012年1月13日由LOEN Entertainment發售。

## 概要
- 《THE GRASSHOPPERS》是章賢入伍前最後一張參與的單曲。
- 《蚱蜢讚歌》為此單曲的主打曲目。此曲以伊索寓言中的故事「螞蟻與蚱蜢」為主題。
- MV也以「螞蟻與蚱蜢」的故事為基礎，在加上現代化的想像。蚱蜢快樂的世界以及日復一日工作的螞蟻作為對比，並邀請Brown Eyed Girls的Narsha參與預告片段拍攝。
- 充滿深度的歌詞及MV，《蚱蜢讚歌》推出後便於Gaon Chart取得TOP 3位置，繼《Midnight Circus》後又一大熱之作。
- 由於章賢入伍的關係，1月26日以後的宣傳會由其他歌手演唱其部份：IU、Brown Eyed Girls的Miryo、MBLAQ的G.O、天動、Block B的Zico、Teen Top的天地、Niel、Ledapple的Han Byul、8eight的李賢等

## 收錄内容
1. 壞男人（나쁜 남자）
2. 捉迷藏（술래잡기）
3. 蚱蜢讚歌（베짱이 찬가）